# Petra Melzer
Petra Melzer (* 2. Juli 1947 in Hamburg) ist eine Hamburger Politikerin der SPD und ehemaliges Mitglied der Hamburgischen Bürgerschaft.

## Leben und Politik
Petra Melzer ist Betriebswirtin und arbeitet als Verwaltungsangestellte bei der Behörde für Wirtschaft und Arbeit. Sie ist verheiratet und hat ein Kind.
Petra Melzer trat 1975 in die SPD ein. Sie war von 1982 bis 1991 Mitglied in der Bezirksversammlung Hamburg-Harburg.
Sie war von 1991 bis 1997 Mitglied der Hamburgischen Bürgerschaft. Sie saß für ihre Fraktion im Stadtentwicklungsausschuss und im Umweltausschuss. Weitere Schwerpunkte ihrer politischen Arbeit sind Verfassungs- und Haushaltspolitik.